# Koltó község
Koltó község (románul: Comuna Coltău) község Máramaros megyében, Romániában. Központja Koltó, hozzá tartozik Koltókatalin.

## Népessége
A 2011-es népszámlálás adatai alapján a község népessége 2557 fő volt.

## Története
2004-ben vált ki Szakállasfalva községből és szervezték önálló községgé.